# Himne
Un himne és un text narratiu normalment cantat creat per creients d'una religió, igual que l'oda, expressa sentiments positius, d'alegria, celebració o exaltació. La paraula deriva del grec ὕμνος (hymnos) que significa «cant, cant de lloança, cant nupcial, melodia». A la cultura grega antiga va ser una composició coral, per després perpetuar com a gènere de poesia llatina a l'edat mitjana.
Un himne sol ser una cançó un xic solemne, dedicat a un déu, a un sant, a un heroi o a un personatge cèlebre, per a celebrar un esdeveniment memorable o expressar alegria o entusiasme. També pot ser una composició musical que identifica una col·lectivitat, una regió, un poble o una nació i que uneix els que la interpreten; entre aquests es troben els himnes nacionals. Aquests darrers himnes solen ser, o bé marxes, o bé poemes lírics.
Un himne particular és l'«Himne de la pau», himne de les Nacions Unides», una composició de Pau Casals (1876-1973) amb lletra de W.H. Auden (1907-1973). Va ser estrenat a Nova York el 24 d'octubre de 1971 i després censurat per l'Estat espanyol tardofranquista, com que va ser a la mateixa ocasió que Pau Casals va dir les seves paraules famoses «I am a Catalan» abans de tocar en violoncel «El cant dels ocells».

## Els himnes a l'antiguitat
Entre els himnes més antics es troben els himnes reials sumeris i grecs (de la darreria del III mil·lenni aC), el Gran Himne a Aten, compost pel faraó Akhenaton a l'antic Egipte; els upavedes una col·lecció d'himnes en la tradició de l'hinduisme; els salms, una col·lecció de cançons del judaisme; els gathes, himnes en honor d'Ahura Mazda i l'himne d'Ugarit.
La més antiga obra anotada completa de música antiga és una cançó hurrita, un himne escrit en cuneïforme ugarític sil·làbic dedicat a la deessa Nikkal.
La tradició occidental dels himnes comença amb els himnes homèrics, una col·lecció d'himnes antics grecs que foren escrits al segle vii aC lloant les deïtats de la religió de l'Antiga Grècia. S'ha conservat una col·lecció de sis himnes literaris del poeta alexandrí Cal·límac del segle iii aC.
Els grecs van perfeccionar l'himne amb els ritmes de la poesia i amb els encants de la música. Tenien molts tipus d'himnes: l'invocatiu, el llaudatiu, l'admiratiu, el votiu, el teogònic i el filosòfic. Els himnes d'Orfeu pertanyen al gènere invocatiu. En van compondre també de diferents gèneres Homer, Cleante, Cal·límac, Teòcrit, Anacreont, Tirteu, Safo de Lesbos, Simònides, Píndar i d'altres.
L'himne profà arribà al grau més alt de perfecció amb Carmen saeculare d'Horaci, compost per ordre d'August per a la celebració dels ludi saeculares de l'any 17 aC, en què un cor de jovençans i de donzelles cantaven alternativament aquest himne en lloança als déus Apol·lo i Diana.
A Orient, al tabernacle de Jahvè ressonaren per primer cop les al·leluies compostes pels legisladors, els sacerdots i els reis. Aquests càntics referien i celebraren la grandesa de la deïtat, el seu poder, la seva justícia, la seva immensitat i la seva saviesa infinita.
Els himnes més antics que es coneixen són els de Moisès i de Dèbora, la profetessa que cantà en acció de gràcies al Déu dels hebreus, 2710 anys abans de Crist. Esdres ha recollit a la Bíblia el major nombre de càntics hebreus amb aquest epígraf: Sepertheillim, és a dir, llibre de les lloances.
A l'Imperi Bizanti, es destaca Romà el Melode, també anomenat l'himnograf (±485-±562) és el més gran himnògraf d'aquesta època.